# Eupithecia melanolopha
Eupithecia melanolopha är en fjärilsart som beskrevs av Swinhoe 1895. Eupithecia melanolopha ingår i släktet Eupithecia och familjen mätare. Inga underarter finns listade i Catalogue of Life.

## Bildgalleri

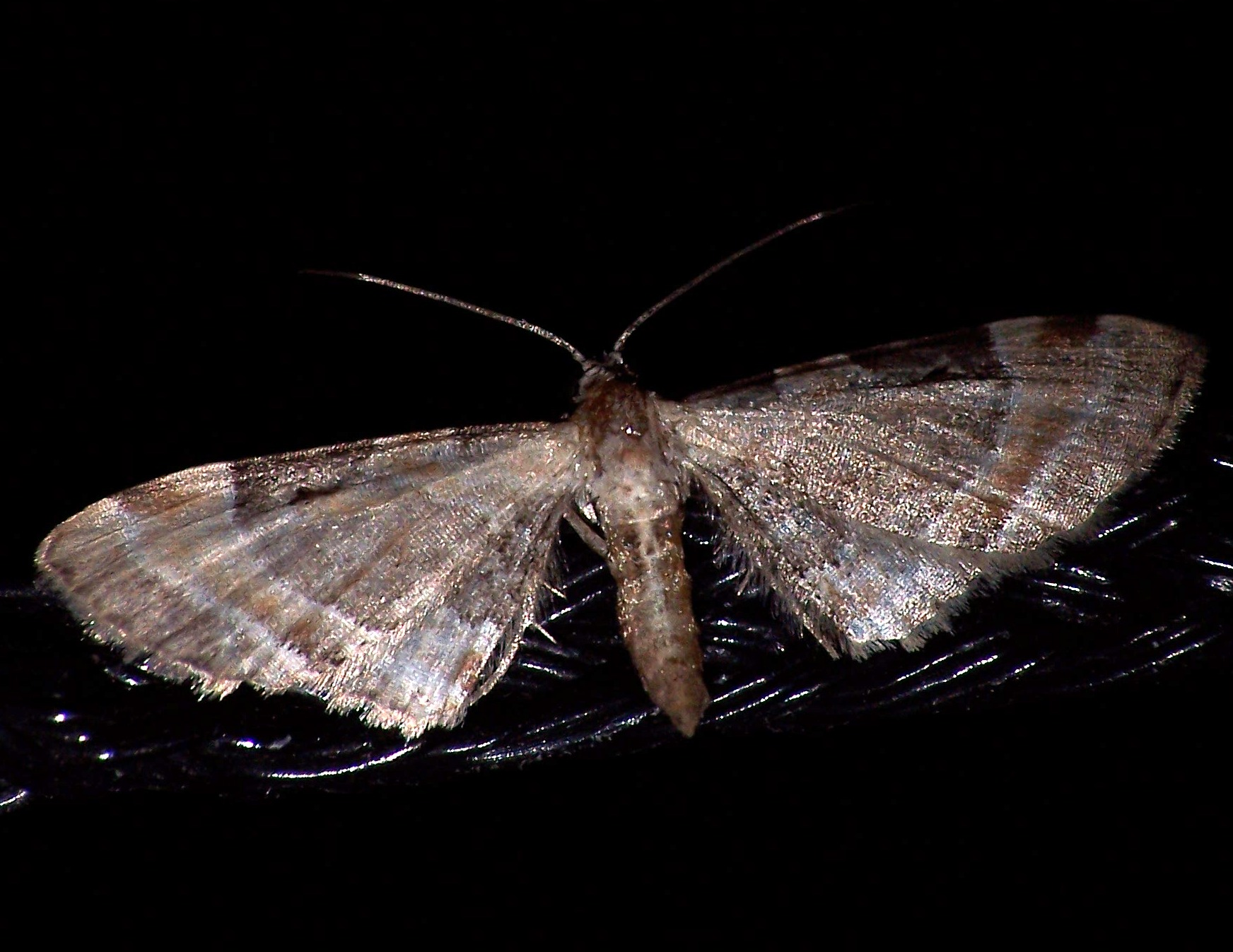